# Suomenniemi
Suomenniemi é um município da Finlândia localizado na região da Carélia do Sul, província da Finlândia Meridional.